# Theristus modicus
Theristus modicus är en rundmaskart. Theristus modicus ingår i släktet Theristus och familjen Monhysteridae. Inga underarter finns listade i Catalogue of Life.